# Cathartiformes
Ordinul Cathartiformes include Vulturii Lumii Noi și dispăruții Teratornithidae. Acești răpitori sunt clasificați de majoritatea autorităților taxonomice în ordinul Accipitriformes (care include vulturii și șoimii). În trecut, ele au fost considerate a fi un grup soră pentru berzele ordinului Ciconiiformes bazat pe hibridizarea ADN-ADN și morfologie. 